# Marian Mazur
Marian Mazur  (* 7. Dezember 1909 in Radom; † 21. Januar 1983 in Warschau) war ein polnischer Physiker, Kybernetiker, Autor und Mitglied der Polnischen Akademie der Wissenschaften und Gründer der polnischen Schule für Kybernetik.

## Kindheit und Zeit zwischen den Weltkriegen
Sein Vater, Mikołaj Mazur, arbeitete als Klempner in einer Werkstatt der PKP in Radom. Seine Mutter, Maria Mazur, war Besitzerin eines Kosmetikstudios in derselben Stadt. Sein Abitur legte er am VI. Liceum in Radom als Klassenbester ab. Im Jahre 1934 beendete er sein Ingenieurstudium an der Technischen Hochschule in Warschau. Nach seinem Studium leistete er seinen einjährigen Militärdienst in der Festung Modlin. Im Anschluss daran arbeitete er von 1935 bis 1939 im Nationalen Institut für Telekommunikation in Warschau. Dieses Institut wurde von Janusz Groszkowski gegründet und geleitet. Dort arbeitete er zu Beginn in einem Labor für elektrische Messungen. Neben herkömmlichen Messgeräten, die zur Verfügung standen, entwickelte er auch einen Arbeitsplatz, um mithilfe von Gleichstrom die Induktion von Drosselspulen zu messen. Nach Entstehung des Labors wechselte er in die Automatikabteilung, in der er ab 1937 die theoretischen Grundlagen und ein Labormodell zur Einrichtung einer automatischen Telefonverbindung erarbeitete, mit der Option diese zwischen Warschau und Kattowitz einzurichten. Zur damaligen Zeit galt dies weltweit als Pionierleistung. Im Rahmen dieser Arbeiten entwickelte er eine zuverlässige und vollautomatische Datumsanzeige, die im Vergleich zu den damals erhältlichen halbautomatischen Datumsanzeigen eine enorme Verbesserung darstellte.
Vor dem Zweiten Weltkrieg veröffentlichte er sechs wissenschaftliche Artikel aus dem Bereich der Elektrotechnik. Die Erfahrungen, die er im Nationalen Institut für Telekommunikation sammeln konnte, und darüber hinaus die Möglichkeit Forschungsthemen frei zu wählen beeinflussten sehr stark seine spätere wissenschaftliche Tätigkeit.

## Zweiter Weltkrieg und Nachkriegszeit
Mazur war 1942 ein Begründer der kybernetischen Theorie der autonomen Systeme, worunter auch die kybernetische Behandlung der Rolle des Menschen (Psychokybernetik) fällt. Von 1946 bis 1947 war er Inspektor für das Industrie und Handelsministerium und arbeitete anschließend am Institut für Elektrotechnik in Międzylesie (1948–1967). Darüber hinaus war er Professor an der Technischen Universität Warschau. Zwischen 1974 und 1979 war er an der Polnischen Akademie der Wissenschaften tätig. Im Jahre 1977 wurde er Berater in der Forschung zur künstlichen Intelligenz der Rice University in Houston.
1966 erschien sein Buch Cybernetic Theory of Autonomous Systems und 1970 Qualitative Theory of Information.